# ASV Cham 1863
Maillots
Dernière mise à jour : 5 avril 2011.
L’ASV Cham 1863 est un club sportif allemand localisé à Cham en Bavière.
En plus du football, le club dispose de sections dans de très nombreuses disciplines: Athlétisme, Badminton, Basket-ball, Danse, Gymnastique, Handball, Judo, Jiu-jitsu, Lutte, Natation, Ski, Tennis de table, Triathlon, Volley-ball, Yoga,…

## Histoire (football)
Les racines du club remontent au 7 décembre 1863 lors de la fondation du cercle gymnique appelé Turn Verein Cham ou TV Cham. Six ans plus tard, ce cercle fut englobé dans le club  sportif des pompiers volontaires.
Le TV Cham fut refondé le 12 juillet 1880. Le club créa une section football en 1919.
En 1925, le TV Cham engloba le SC Olympia Cham. Deux ans plus tard, la section football devint indépendante sous l’appellation FC Chambia Cham', mais en 1930, elle revint au sein du club-mère.
En 1945, le club fut dissous par les Alliés, comme tous les clubs et associations allemands (voir Directive n°23). Il fut reconstitué, le 1er avril 1946, sous le nom de FC Cham.
Le 15 juillet 1947, d’anciens membres du TV Cham rejoignirent le FC Cham qui adopta alors la dénomination de ASV Cham 1863.
En 1949, la section football monta en Bayernliga. Terminant 5e la saison suivante, l’ASV Cham se qualifia pour être un des fondateurs de la 2. Oberliga Süd, une ligue à l’époque située au 2e rang de la hiérarchie. Le club y évolua jusqu’en 1962 avec les réputation de "Giant Killer". Ensuite, il fut relégué en Bayernliga.
Deux ans plus tard, le club bascula en Landesliga. En 1968, il fut renvoyé en Bezirksliga.
Dans les années 1970, l’ASV Cham 1863 joua à l’ascenseur entre la Landesliga et la Bezirksliga.
Après avoir passé plusieurs saisons en Bezirksliga, le cercle remonta en Landesliga en 1991. Il y resta jusqu’en 2008 où il fut relégué en Bezirksoberliga.

En 2010-2011, la VfB Wissen évolue en Bezirksoberliga Oberpfalz, soit au 8e niveau de la hiérarchie de la DFB. Le club joue la tête du classement et espère remonter en Landesliga.